# Kanton Pleaux
Kanton Pleaux (fr. Canton de Pleaux) je francouzský kanton v departementu Cantal v regionu Auvergne. Tvoří ho osm obcí.

## Obce kantonu
- Ally
- Barriac-les-Bosquets
- Brageac
- Chaussenac
- Escorailles
- Pleaux
- Saint-Martin-Cantalès
- Sainte-Eulalie